# Nuevo Colombino

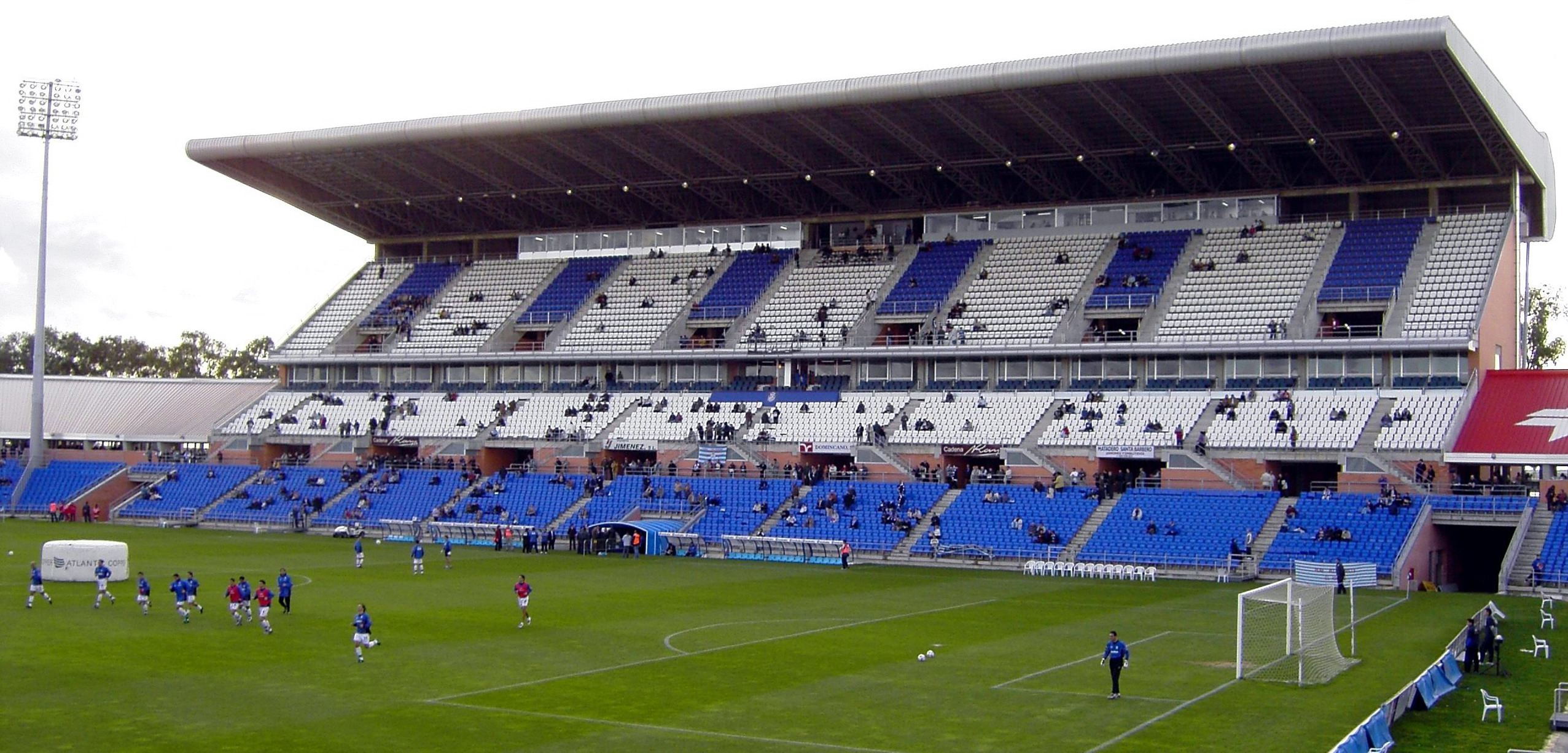
Nuevo Colombino

A Nuevo Colombino egy spanyol labdarúgó-stadion. A maximális nézőszám 21 670 fő. Huelva városában van, 2001-ben nyitotta meg kapuit, azóta játszik benne meccseket a Recreativo de Huelva, egy másodosztályú csapat. 
- Kapacitása: 21 670 fő
- Elhelyezkedés:  Huelva, Spanyolország
- Megnyitás ideje: 2001
- Bérlők: Recreativo de Huelva
- Tulajdonos: Ayuntamiento de Huelva